# مروان بركات
مروان بركات هو مخرج تلفزيوني سوري درس الهندسة في إحدى الجامعات السورية، ولكنه قرر الاتجاه إلي مجال الإخراج الفني، حيث جاءت أول أعماله بعنوان «عودة غوار» عام 1999. بعد النجاح الذي حققه مسلسل «عودة غوار»، قام «بركات» بإخراج مسلسل «صورة» 2002، ثم مسلسل «أبناء القهر» 2002. جاء مسلسل «عصر الجنون» 2004 ليحقق «بركات» من خلال نجاحاً فنياً كبيراً، خاصة بعد مشاركة نخبة من ألمع النجوم السوريين في مقدمتهم «بسام كوسا، سلاف فواخرجي، قصي خولي، ناهد الحلبي». متزوج وله ولدان.

## أعماله الإخراجية
- عودة غوار
- أبناء القهر
- عصر الجنون
- عصر الجنون 2
- أحقاد خفية
- السراب
- سحابة صيف
- صورة
- جمال الروح
- قمر شام
- ما وراء الوجوه
- الغربال الجزء الثاني.
- سرّ